# Janits Imre
Klopodiai Janits Imre (Felsőelefánt, 1856. október 25. – Budapest, 1933. február 4.) királyi közjegyző, kormányfőtanácsos, országgyűlési képviselő.

## Élete
Földbirtokos családba született.
1874-ben végzett a nyitrai piaristáknál, ahol Markhot Gyula osztálytársával együtt Nozdroviczky-féle ösztöndíjban részesült, illetve a Dugonics-önképzőkör alelnöke is volt. A bécsi Theresianumban is tanult. Egyetemi tanulmányait Budapesten végezte és 1881-ben ügyvédi oklevelet szerzett. Ezután közigazgatási szolgálatba lépett. 1881-1892 között Nyitrán volt központi főszolgabíró, 1892-1895 között Rudnay Béla utódjaként vármegyei főjegyző és közben egy ideig alispánhelyettes is volt.
1895-ben királyi tanácsossá nevezték ki és ugyanezen évben szabadelvüpárti programmal a nyitrai kerület országgyűlési képviselőjévé választották (a néppárti Zichy Jánossal szemben). Mandátumát három cikluson át megtartotta, a közigazgatási bizottság tagja volt. Ekkoriban lett a Felvidéki Magyar Közművelődési Egyesület ügyvezető alelnöke. Beszédet mondott a zoborhegyi Millenniumi emlékmű felavatásán is.
1903-ban Esztergomba nevezték ki, emiatt lemondott a képviselőségről, ekkor utódja Rudnay Sándor lett, majd 1914-ben Budapesten lett királyi közjegyző. 1925-től haláláig a budapesti Királyi Közjegyzői Kamara elnöke volt. 1929-től Budapest székesfőváros törvényhatósági bizottságának tagja.
A Nyitra vármegyei közéletben élénk részt vett, tagja volt a törvényhatósági bizottságnak és táblai vármegyei főügyésszé is megválasztották. 1896-tól tagja volt a Tisza István Társaskörnek, az Országos Kaszinónak, választmányi tagja volt a Magyar Országos Központi Takarékpénztárnak, s további társadalmi egyesületeknek.
1885-ben Nyitrán feleségül vette ottenfeldi Ottó Irént. Gyermekei Irén (Klement Béláné), Margit (Saághy Aurélné), ifj. Janits Imre (?-1939), Janits Károly körjegyző és Janits Dezső főorvos voltak.

## Elismerései
1925-ben érdemeinek elismeréséül a kormányzó királyi kormányfőtanácsossá nevezte ki.

## Művei
Számos cikke és tanulmánya jelent meg.